# Dario Bergamelli
Dario Bergamelli (Alzano Lombardo, 26 aprile 1987) è un ex calciatore italiano, di ruolo difensore.

## Caratteristiche tecniche
È un difensore centrale che all'occorrenza può giocare anche terzino sinistro.

## Carriera

### Atalanta e gli anni di prestito
Cresciuto nel settore giovanile dell'Atalanta, fa il suo debutto in prima squadra il 29 maggio 2006 nell'ultima giornata del campionato di Serie B, quando subentra a metà del secondo tempo a Claudio Rivalta nella gara casalinga persa contro il Modena 1-0.
La società nerazzurra ne intuisce subito le grandi potenzialità e comincia a mandarlo in prestito nelle categorie inferiori a "farsi le ossa". Nell'estate 2006 passa alla Salernitana in Serie C1, dove però raccoglie appena quattro presenze: l'Atalanta, per farlo giocare con maggiore continuità, a gennaio lo cede al Monza (sempre nella stessa categoria).
La stagione successiva va al Manfredonia, giocando titolare per tutta la stagione. Nell'estate 2008 passa, ancora una volta in prestito, all'Hellas Verona dove disputa un'ottima stagione.

### AlbinoLeffe
Il 1º luglio 2009 viene annunciato il suo passaggio in compartecipazione all'AlbinoLeffe. Per Bergamelli è la grande occasione di giocare nella squadra della sua città sotto la guida esperta di Emiliano Mondonico.
La prima stagione in maglia celeste lo vede sbloccarsi anche dal punto di vista realizzativo, segnando due reti (al Cittadella e al Grosseto, entrambe nel girone d'andata).
La dirigenza seriana rimane soddisfatta delle sue prestazioni e l'estate successiva rinnova la compartecipazione con l'Atalanta: nonostante qualche difficoltà, con la squadra che si salva al play-out, si tratta di un'annata ancora positiva per Bergamelli, autore anche della sua prima doppietta in carriera (il 26 marzo 2011 contro il Novara).
Nella stagione 2011-2012 diventa a tutti gli effetti un calciatore dell'AlbinoLeffe, che lo riscatta dall'Atalanta.

### Reggina
Il 10 agosto 2012 passa alla Reggina in prestito con diritto di riscatto.
Esordisce in maglia amaranto nella gara Reggina-Modena (2-2) del 15 settembre 2012 alla quarta giornata, sostituendo Freddi al 4'.

### Cremonese
Il 6 agosto 2013 l'Albinoleffe annuncia la cessione in prestito alla Cremonese. L'allenatore Torrente gli dà fiducia da subito, garantendogli un ruolo da titolare al centro della difesa grigiorossa.  Anche Con Dionigi resta titolare, ma in una difesa a tre e chiude la stagione in crescendo, segnalandosi come uno dei migliori giocatori dei play-off, che si chiudono per la Cremonese con una sconfitta in semifinale per 2-1 contro il Südtirol.

### Novara e Catania
Il 25 luglio 2014 viene ingaggiato dal Novara, con cui ottiene la promozione in serie B e vince la supercoppa di Lega Pro. Il 16 settembre 2015 passa a titolo definitivo al Catania.

## Statistiche

### Presenze e reti nei club
Statistiche aggiornate al 30 giugno 2022.
| Stagione           | Squadra            | Campionato         | Campionato | Campionato | Coppe nazionali | Coppe nazionali | Coppe nazionali | Coppe continentali | Coppe continentali | Coppe continentali | Altre coppe | Altre coppe | Altre coppe | Totale | Totale |
| Stagione           | Squadra            | Comp               | Pres       | Reti       | Comp            | Pres            | Reti            | Comp               | Pres               | Reti               | Comp        | Pres        | Reti        | Pres   | Reti   |
| ------------------ | ------------------ | ------------------ | ---------- | ---------- | --------------- | --------------- | --------------- | ------------------ | ------------------ | ------------------ | ----------- | ----------- | ----------- | ------ | ------ |
| 2005-2006          | Atalanta           | B                  | 1          | 0          | CI              | -               | -               | -                  | -                  | -                  | -           | -           | -           | 1      | 0      |
| 2006-gen. 2007     | Salernitana        | C1                 | 2          | 0          | CI+CI-C         | 2               | 0               | -                  | -                  | -                  | -           | -           | -           | 4      | 0      |
| gen.-giu. 2007     | Monza              | C1                 | 1          | 0          | -               | -               | -               | -                  | -                  | -                  | -           | -           | -           | 1      | 0      |
| 2007-2008          | Manfredonia        | C1                 | 30         | 0          | CI-C            | 4               | 0               | -                  | -                  | -                  | -           | -           | -           | 34     | 0      |
| 2008-2009          | Verona             | 1D                 | 26         | 0          | CI-LP           | 3               | 0               | -                  | -                  | -                  | -           | -           | -           | 29     | 0      |
| 2009-2010          | AlbinoLeffe        | B                  | 21         | 2          | CI              | 1               | 0               | -                  | -                  | -                  | -           | -           | -           | 22     | 2      |
| 2010-2011          | AlbinoLeffe        | B                  | 28+1       | 2          | CI              | 0               | 0               | -                  | -                  | -                  | -           | -           | -           | 29     | 2      |
| 2011-2012          | AlbinoLeffe        | B                  | 32         | 0          | CI              | 0               | 0               | -                  | -                  | -                  | -           | -           | -           | 32     | 0      |
| Totale AlbinoLeffe | Totale AlbinoLeffe | Totale AlbinoLeffe | 81+1       | 4+0        |                 | 1               | 0               |                    | -                  | -                  |             | -           | -           | 83     | 4      |
| 2012-2013          | Reggina            | B                  | 19         | 0          | CI              | 1               | 0               | -                  | -                  | -                  | -           | -           | -           | 20     | 0      |
| 2013-2014          | Cremonese          | 1D                 | 23+3       | 0          | CI-LP           | 4               | 0               | -                  | -                  | -                  | -           | -           | -           | 30     | 0      |
| 2014-2015          | Novara             | LP                 | 16         | 0          | CI+CI-LP        | 1+0             | 0               | -                  | -                  | -                  | SLP         | 2           | 0           | 19     | 0      |
| ago. 2015          | Novara             | B                  | 1          | 0          | CI              | 1               | 0               | -                  | -                  | -                  | -           | -           | -           | 2      | 0      |
| 2015-2016          | Catania            | LP                 | 30         | 1          | CI+CI-LP        | 0               | 0               | -                  | -                  | -                  | -           | -           | -           | 30     | 1      |
| 2016-2017          | Catania            | LP                 | 26         | 1          | CI-LP           | 0               | 0               | -                  | -                  | -                  | -           | -           | -           | 26     | 1      |
| Totale Catania     | Totale Catania     | Totale Catania     | 56         | 2          |                 | 0               | 0               |                    | -                  | -                  |             | -           | -           | 56     | 2      |
| 2017-2018          | Pro Vercelli       | B                  | 32         | 1          | CI              | 0               | 0               | -                  | -                  | -                  | -           | -           | -           | 32     | 1      |
| 2018-2019          | Ternana            | C                  | 30         | 0          | CI+CI-C         | 2+1             | 0               | -                  | -                  | -                  | -           | -           | -           | 33     | 0      |
| 2019-2020          | Ternana            | C                  | 13+4       | 0          | CI-C            | 4               | 0               | -                  | -                  | -                  | -           | -           | -           | 21     | 0      |
| 2020-2021          | Ternana            | C                  | 2          | 0          | CI              | 0               | 0               | -                  | -                  | -                  | -           | -           | -           | 2      | 0      |
| Totale Ternana     | Totale Ternana     | Totale Ternana     | 49         | 0          |                 | 7               | 0               |                    | -                  | -                  |             | -           | -           | 56     | 0      |
| 2021-2022          | Novara             | D                  | 27         | 0          | CI-D            | 2               | 0               | -                  | -                  | -                  | -           | -           | -           | 29     | 0      |
| Totale Novara      | Totale Novara      | Totale Novara      | 44         | 0          |                 | 4               | 0               |                    | -                  | -                  |             | 2           | 0           | 50     | 0      |
| Totale carriera    | Totale carriera    | Totale carriera    | 363        | 7          |                 | 27              | 0               |                    | -                  | -                  |             | 2           | 0           | 397    | 7      |

## Palmarès

### Club

#### Competizioni nazionali
- Serie B: 1

Atalanta: 2005-2006
- Serie C: 2

Novara: 2014-2015 (girone A)
Ternana: 2020-2021 (girone C)
- Supercoppa di Serie C: 2

Novara: 2015
Ternana: 2021
- Serie D: 1

Novara FC: 2021-2022